# Christopher Rush
Christopher Rush (New York, 1º giugno 1965 – Los Angeles, 10 febbraio 2016) è stato un illustratore statunitense.

## Biografia
Ha in particolare illustrato le carte per Magic: l'Adunanza; in totale, ha illustrato esattamente 120 carte del gioco. Gran parte del suo lavoro per la Wizards of the Coast è stato svolto per l'uscita dei primi set base, periodo durante il quale inoltre ha svolto compiti di design e di marketing per la società. È l'illustratore della più nota (e costosa) carta mai stampata tra le Magic, il Black Lotus.
Rush ha inoltre illustrato una carta Promo per il GCC Pokémon, sempre prodotto dalla Wizards. La carta raffigura il pokémon Mewtwo, ed è stata inclusa nel numero di aprile 2000 della rivista Nintendo Power. Casualmente Rush è stato il primo artista non giapponese a illustrare una carta Pokémon, e a tuttora rimane uno dei pochi.
Rush ha continuato a lavorare freelance per vari giochi cartacei, elettronici e per la televisione fino al giorno della sua morte avvenuta il 10 febbraio 2016.

## Lista di illustrazioni perMagic: L'Adunanza
| Nome della carta            | Espansione                                     | Rarità     |
| --------------------------- | ---------------------------------------------- | ---------- |
| 1996 World Champion         | promozionale (World Championships)             | -          |
| Abbey Gargoyles             | Origini                                        | non comune |
| All Hallow's Eve            | Leggende                                       | rara       |
| Apprentice Sorcerer         | Portal Seconda Era                             | non comune |
| Archangel                   | Visioni                                        | rara       |
| Artifact Possession         | Antiquities                                    | comune     |
| Barrin                      | Vanguard                                       | -          |
| Basal Thrull                | Fallen Empires                                 | comune     |
| Black Lotus                 | Limited Edition Alpha                          | rara       |
| Blacker Lotus               | Unglued                                        | rara       |
| Blood of the Martyr         | L'Oscurità                                     | non comune |
| Bog Imp                     | Portal                                         | comune     |
| Bone Flute                  | L'Oscurità                                     | non comune |
| Booster Tutor               | Unhinged                                       | non comune |
| Brainstorm                  | Era Glaciale                                   | comune     |
| Brass Man                   | Arabian Nights                                 | non comune |
| Canopy Spider               | Tempesta                                       | comune     |
| Chicken Egg                 | Unglued                                        | comune     |
| Chronatog                   | Visioni                                        | rara       |
| Chronatog Totem             | Spirale Temporale                              | non comune |
| Circle of Protection: Black | Nona Edizione                                  | comune     |
| Circle of Protection: Red   | Nona Edizione                                  | comune     |
| Coal Golem                  | L'Oscurità                                     | non comune |
| Collector Protector         | Unhinged                                       | rara       |
| Craw Giant                  | Leggende                                       | non comune |
| Crookshank Kobolds          | Leggende                                       | comune     |
| Dark Heart of the Wood      | L'Oscurità                                     | comune     |
| Demystify                   | Assalto                                        | comune     |
| Descendant of Kiyomaro      | Liberatori di Kamigawa                         | non comune |
| Desert Nomads               | Arabian Nights                                 | comune     |
| Dread Reaper                | Portal                                         | rara       |
| Elvish Pioneer              | Assalto                                        | comune     |
| Elvish Scout                | Fallen Empires                                 | comune     |
| Eron the Relentless         | Origini                                        | non comune |
| Field of Reality            | Campioni di Kamigawa                           | comune     |
| Fire Drake                  | L'Oscurità                                     | non comune |
| Flying Men                  | Arabian Nights                                 | comune     |
| Forbidden Lore              | Era Glaciale                                   | rara       |
| Forbidden Ritual            | Visioni                                        | rara       |
| Forest                      | Limited Edition Alpha                          | terra base |
| Forest                      | Limited Edition Alpha                          | terra base |
| Forest                      | Limited Edition Beta                           | terra base |
| Forest                      | promozionale (Asia Pacific Land Program)       | terra base |
| Fyndhorn Elder              | Era Glaciale                                   | non comune |
| Gauntlet of Might           | Limited Edition Alpha                          | rara       |
| Goblin Berserker            | Destino di Urza                                | non comune |
| Goblin Grenade              | Fallen Empires                                 | comune     |
| Goblin Rimerunner           | Ondata Glaciale                                | comune     |
| Granite Gargoyle            | Limited Edition Alpha                          | rara       |
| Green Mana Battery          | Leggende                                       | rara       |
| Heed the Mists              | Traditori di Kamigawa                          | non comune |
| Hell Swarm                  | Leggende                                       | comune     |
| Icatian Infantry            | Fallen Empires                                 | comune     |
| Ihsan's Shade               | Origini                                        | non comune |
| Imaginary Pet               | Nona Edizione                                  | rara       |
| Imprison                    | Leggende                                       | rara       |
| Indomitable Will            | Campioni di Kamigawa                           | comune     |
| Infantry Veteran            | Visioni                                        | comune     |
| Ishi-Ishi, Akki Crackshot   | Traditori di Kamigawa                          | rara       |
| Joiner Adept                | Quinta Alba                                    | rara       |
| Jovial Evil                 | Leggende                                       | rara       |
| Junún Efreet                | Arabian Nights                                 | non comune |
| Knights of Thorn            | L'Oscurità                                     | rara       |
| Kormus Bell                 | Limited Edition Alpha                          | rara       |
| Krovikan Horror             | Alleanze                                       | rara       |
| Lightning Bolt              | Limited Edition Alpha                          | comune     |
| Lim-Dûl's Paladin           | Alleanze                                       | non comune |
| Lotus Bloom                 | promozionale (prerelease di Spirale Temporale) | rara       |
| Malachite Talisman          | Era Glaciale                                   | non comune |
| Mana Flare                  | Limited Edition Alpha                          | rara       |
| Mana Leak                   | Fortezza                                       | comune     |
| Mana Leak                   | promozionale (Magic Player Rewards)            | comune     |
| Manabarbs                   | Limited Edition Alpha                          | rara       |
| Metamorphosis               | Arabian Nights                                 | comune     |
| Moonring Mirror             | Campioni di Kamigawa                           | rara       |
| Muse Vessel                 | Discordia                                      | rara       |
| Myr Quadropod               | Quinta Alba                                    | comune     |
| Mystic Restraints           | Campioni di Kamigawa                           | comune     |
| Nafs Asp                    | Arabian Nights                                 | comune     |
| Necrite                     | Fallen Empires                                 | comune     |
| Nether Shadow               | Limited Edition Alpha                          | rara       |
| Netherborn Phalanx          | Ravnica: Città delle Gilde                     | non comune |
| Niall Silvain               | L'Oscurità                                     | rara       |
| No-Dachi                    | Campioni di Kamigawa                           | non comune |
| Opal Guardian               | Spirale Temporale                              | rara       |
| Order of the Ebon Hand      | Fallen Empires                                 | comune     |
| Overgrowth                  | Nona Edizione                                  | comune     |
| Plains                      | Era Glaciale                                   | terra base |
| Plains                      | Era Glaciale                                   | terra base |
| Plains                      | Era Glaciale                                   | terra base |
| Plains                      | Unglued                                        | terra base |
| Powerleech                  | Antiquities                                    | non comune |
| Prophecy                    | Origini                                        | comune     |
| Radjan Spirit               | Leggende                                       | non comune |
| Rakalite                    | Antiquities                                    | rara       |
| Rakdos Ickspitter           | Discordia                                      | comune     |
| Rashka the Slayer           | Origini                                        | non comune |
| Rathi Dragon                | Tempesta                                       | rara       |
| Relic Bind                  | Leggende                                       | rara       |
| Reroute                     | Ravnica: Città delle Gilde                     | non comune |
| Rod of Ruin                 | Limited Edition Alpha                          | non comune |
| Rukh Egg                    | Arabian Nights                                 | rara       |
| Runesword                   | L'Oscurità                                     | comune     |
| Safe Haven                  | L'Oscurità                                     | rara       |
| Seraph                      | Era Glaciale                                   | rara       |
| Shichifukujin Dragon        | promozionale (DCI Tournament Center)           | -          |
| Snapping Drake              | Portal                                         | comune     |
| Snow-Covered Plains         | Era Glaciale                                   | terra base |
| Sol Grail                   | Alleanze                                       | non comune |
| Soldevi Adnate              | Alleanze                                       | comune     |
| Soldevi Adnate              | Alleanze                                       | comune     |
| Steam Spitter               | Ondata Glaciale                                | non comune |
| Stone Rain                  | Tempesta                                       | comune     |
| Storm World                 | Leggende                                       | rara       |
| Su-Chi                      | Antiquities                                    | non comune |
| Sunastian Falconer          | Leggende                                       | non comune |
| Tablet of Epityr            | Antiquities                                    | comune     |
| Tawnos's Coffin             | Antiquities                                    | rara       |
| The Wretched                | Leggende                                       | rara       |
| Tomorrow, Azami's Familiar  | Traditori di Kamigawa                          | rara       |
| Tormod's Crypt              | L'Oscurità                                     | comune     |
| Twinstrike                  | Discordia                                      | non comune |
| Ur-Drago                    | Leggende                                       | rara       |
| Urza's Bauble               | Era Glaciale                                   | non comune |
| Utvara Scalper              | Discordia                                      | comune     |
| Volcanic Hammer             | Portal                                         | comune     |
| Wellwisher                  | Assalto                                        | comune     |
| Word of Undoing             | Era Glaciale                                   | comune     |
| Yotian Soldier              | Antiquities                                    | comune     |
| Zombie (pedina)             | Unglued                                        | -          |